# Arjirupoli
Arjirupoli (gr. Αργυρούπολη) – miasto w Grecji, w administracji zdecentralizowanej Attyka, w regionie Attyka, w jednostce regionalnej Ateny-Sektor Południowy. Siedziba gminy Eliniko-Arjirupoli. W 2011 roku liczyło 34 097 mieszkańców.
Położone w granicach Wielkich Aten. Przez większość czasu okolice miasta były porośnięte łąkami oraz pastwiskami. Urbanizacja, która się rozpoczęła w 1960 roku sprawiła, że w okolicach miasta nie została ani jedna farma. Od roku 1990 mieszkańcy miasta rozpoczęli tworzenie własnych działalności gospodarczych, co ostatecznie zakończyło rolniczą historię miasta. Arjirupoli posiada szkoły, kilka gimnazjów oraz liceów, budynek poczty głównej, banki, oraz kilka placów, w tym główny plac miasta o nazwie Agia Triada.
Nazwa miasta w tłumaczeniu na język polski znaczy Srebrne Miasto. Miasto zaadaptowało tę nazwę, ponieważ większość mieszkańców, którzy się zaczęli osiedlać w latach 20. XX w. pochodziła z tureckiej miejscowości Gümüşhane, co w tłumaczeniu na język grecki znaczy właśnie Arjirupoli.

## Zmiana populacji miasta

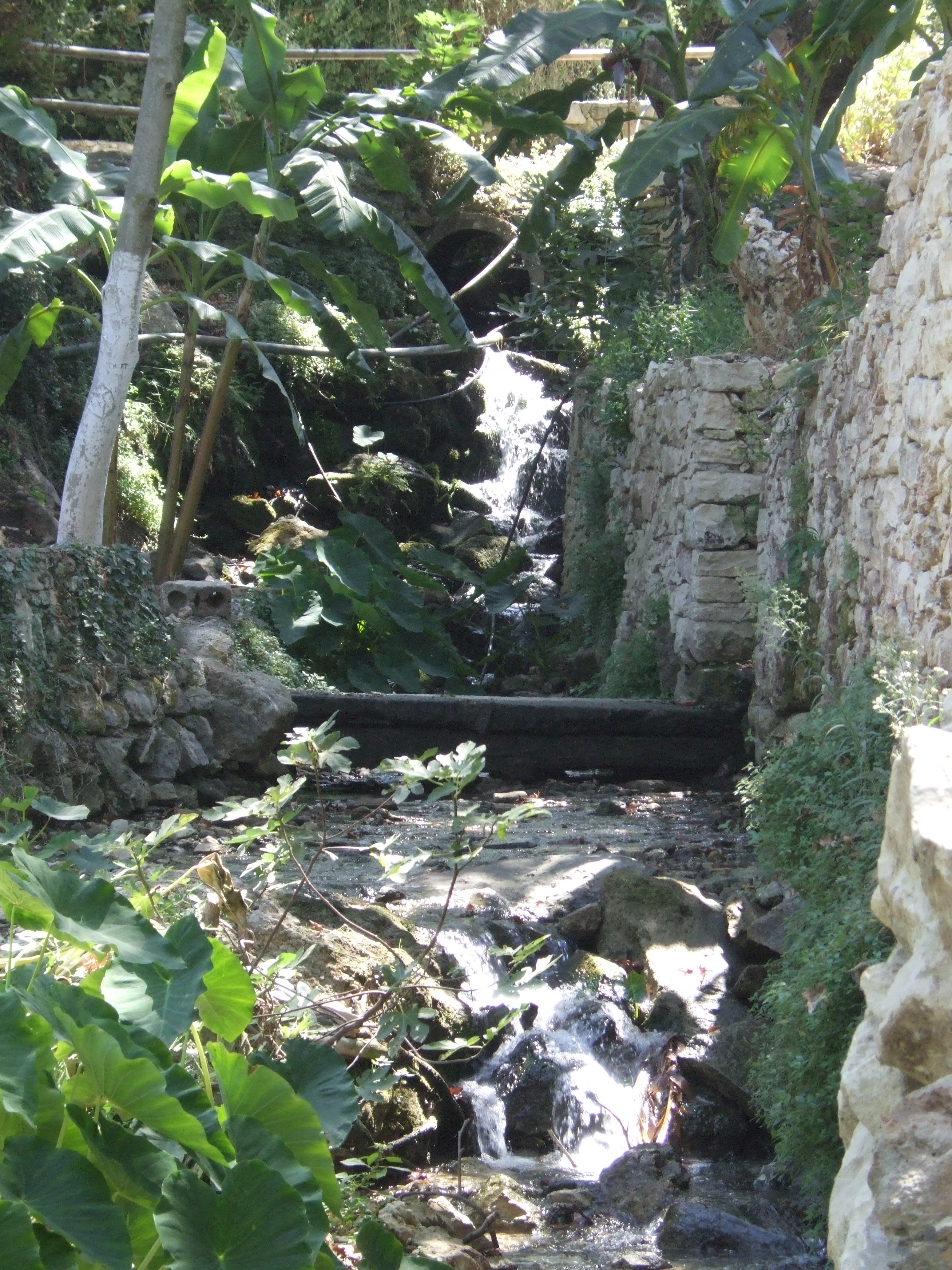
Ruiny antycznego młyna

## Zmiana populacji miasta[potrzebnyprzypis]
| Rok  | Populacja | Różnica        | Gęstość     |
| ---- | --------- | -------------- | ----------- |
| 1981 | 26,108    | -              | 3,173.1/km² |
| 1991 | 31,530    | +5,422/+20.77% | 3,832.0/km² |
| 2001 | 33,158    | +1,628/+5.16%  | 4,029.9/km² |